# NGC 4625
إن جي سي 4625 (بالإنجليزية: NGC 4625)‏ هي مجرة قزمة مشوهة الشكل في كوكبة السلوقيان وتصنيفها الرسمي مجرة Sm وهو ما يعني أن هيكلها غامض وبنيتها تشبه المجرات الحلزونية. ويشار إلى المجرة أحيانا باسم دوامة ماجلان بسبب التشابه بينها وبين سحابتا ماجلان. اكتشفت المجرة في 9 أبريل 1787 من قبل الفلكي الألماني البريطاني وليام هيرشيل.

## البنية

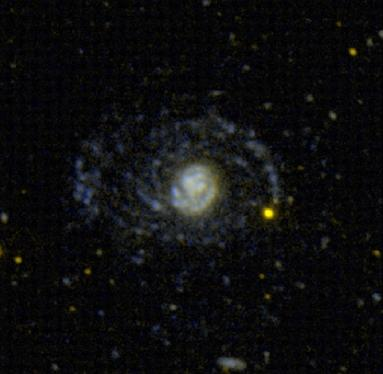
صورةبالأشعة فوق البنفسجية للمجرة إن جي سي 462 بواسطة المرصد الفضائي (مستكشف تطور المجرة) (GALEX)

خلافا لمعظم المجرات الحلزونية، إن جي سي 4625 لديها ذراع حلزوني واحد، والذي يعطي المجرة مظهرها غير المتماثل. يعتقد ان المظهر غير المتماثل لهذة المجرة سببة التفاعل المجري مع المجرة إن جي سي 4618. ان هذا الهيكل غير المتماثل يظهر بين العديد من المجرات المتفاعلة.ومع ذلك، فأن عمليات رصد غاز الهيدروجين المحايد في مجرتي إن جي سي 4618 و إن جي سي 4625 ، يبدو أنه لم يتأثر بفعل التفاعل الجذبي في مجرة إن جي سي 4625. وهذا يدل على أن هيكل الذراع الواحد الذي يشاهد في إن جي سي 4625 قد نشاء من خلال عمليات ذاتية.
عمليات رصد الأشعة فوق البنفسجية للمجرة إن جي سي 4625 التي قام بها المرصد الفضائي مستكشف تطور المجرات تظهر وجود قرص حلزوني جديد يمتد من مركز المجرة لحوالي 28,000 سنة ضوئية،وفي هذا القرص الجديد تتشكل النجوم الزرقاء الساخنة من تدفق الغاز الحديث والغبار بسبب التفاعل المجري مع المجرات المرافقة إن جي سي 4618 و إن جي سي 4625A. وتشير الألوان فوق البنفسجية والبصرية إلى أن الجزء الأكبر من النجوم في قرص إن جي سي 4625 يجري حاليا تشكيلها.